# Тур де Франс 2016
Тур де Франс 2016 (фр. Tour de France 2016) — 103-я супервеломногодневка, которая прошла по дорогам Франции, Испании,
Андорры и Швейцарии и закончилась победой Кристофера Фрума. Эта победа оказалась для него третьей в карьере на французском туре.

## Участники
Автоматически приглашения на гонку получили 18 команд мирового тура. Также организаторами гонки были предоставлены 4 специальных приглашения на гонку. Гонка 2016 года стала рекордной по числу участников, проехавших её от старта до финиша. Таких оказалось 174 спортсмена.
| UCI WorldTeams (18)- AG2R La Mondiale - Astana - BMC Racing Team - Cannondale-Drapac - Dimension Data - Etixx-Quick Step - FDJ - Giant-Alpecin - IAM Cycling - Katusha - Lampre-Merida - Lotto-Soudal - Lotto NL-Jumbo - Movistar Team - Orica-BikeExchange - Sky - Tinkoff - Trek-Segafredo UCI Professional Continental Teams (4)- Bora-Argon 18 - Cofidis, Solutions Crédits - Direct Énergie - Fortuneo-Vital Concept |
| |

## Маршрут
| Этап | Дата    | Маршрут                                       | type                    | Длина (км) | Победитель        | Лидер генеральной классификации |
| ---- | ------- | --------------------------------------------- | ----------------------- | ---------- | ----------------- | ------------------------------- |
| 1    | 2 июл   | Мон-Сен-Мишель – Utah Beach                   | равнинный               | 188        | Марк Кавендиш     | Марк Кавендиш                   |
| 2    | 3 июл   | Сен-Ло – Шербур-ан-Котенен                    | холмистый               | 183        | Петер Саган       | Петер Саган                     |
| 3    | 4 июл   | Гранвиль – Анже                               | равнинный               | 223,5      | Марк Кавендиш     | Петер Саган                     |
| 4    | 5 июл   | Сомюр – Лимож                                 | равнинный               | 237,5      | Марсель Киттель   | Петер Саган                     |
| 5    | 6 июл   | Лимож – Le Lioran                             | среднегорный            | 216        | Грег Ван Авермат  | Грег Ван Авермат                |
| 6    | 7 июл   | Арпажон-сюр-Сер – Монтобан                    | равнинный               | 190,5      | Марк Кавендиш     | Грег Ван Авермат                |
| 7    | 8 июл   | Л’Иль-Журден – Lac de Payolle                 | горный                  | 162,5      | Стив Каммингс     | Грег Ван Авермат                |
| 8    | 9 июл   | По – Баньер-де-Люшон                          | горный                  | 184        | Крис Фрум         | Крис Фрум                       |
| 9    | 10 июл  | Вьелья – Ордино-Аркалис                       | горный                  | 184,5      | Том Дюмулен       | Крис Фрум                       |
|      | 11 июля | День отдыха в Андорра-ла-Велья                | Jour de repos           |            |                   |                                 |
| 10   | 12 июл  | Эскальдес-Энгордань – Ревель                  | среднегорный            | 197        | Майкл Мэттьюс     | Крис Фрум                       |
| 11   | 13 июл  | Каркасон – Монпелье                           | равнинный               | 162,5      | Петер Саган       | Крис Фрум                       |
| 12   | 14 июл  | Монпелье – Chalet Reynard                     | горный                  | 178        | Томас Де Гендт    | Крис Фрум                       |
| 13   | 15 июл  | Бур-Сент-Андеоль – Grotte Chauvet 2 - Ardèche | индивидуальная разделка | 37,5       | Том Дюмулен       | Крис Фрум                       |
| 14   | 16 июл  | Монтелимар – Виллар-ле-Домб                   | равнинный               | 208,5      | Марк Кавендиш     | Крис Фрум                       |
| 15   | 17 июл  | Бурк-ан-Брес – Кюло                           | горный                  | 160        | Харлинсон Пантано | Крис Фрум                       |
| 16   | 18 июл  | Муаран-ан-Монтань – Берн                      | холмистый               | 209        | Петер Саган       | Крис Фрум                       |
|      | 19 июля | День отдыха в Берне                           | Jour de repos           |            |                   |                                 |
| 17   | 20 июл  | Берн – Фено                                   | горный                  | 184,5      | Ильнур Закарин    | Крис Фрум                       |
| 18   | 21 июл  | Салланш – Межев                               | индивидуальная разделка | 17         | Крис Фрум         | Крис Фрум                       |
| 19   | 22 июл  | Альбервиль – Сен-Жерве-ле-Бен                 | горный                  | 146        | Ромен Барде       | Крис Фрум                       |
| 20   | 23 июл  | Межев – Морзин                                | горный                  | 146,5      | Ион Исагирре      | Крис Фрум                       |
| 21   | 24 июл  | Шантийи – Париж                               | равнинный               | 113        | Андре Грайпель    | Крис Фрум                       |

## Ход гонки

### Этап 1
- 2 июля Мон-Сен-Мишель — Sainte-Marie-du-Mont — Равнинный — 188 км.

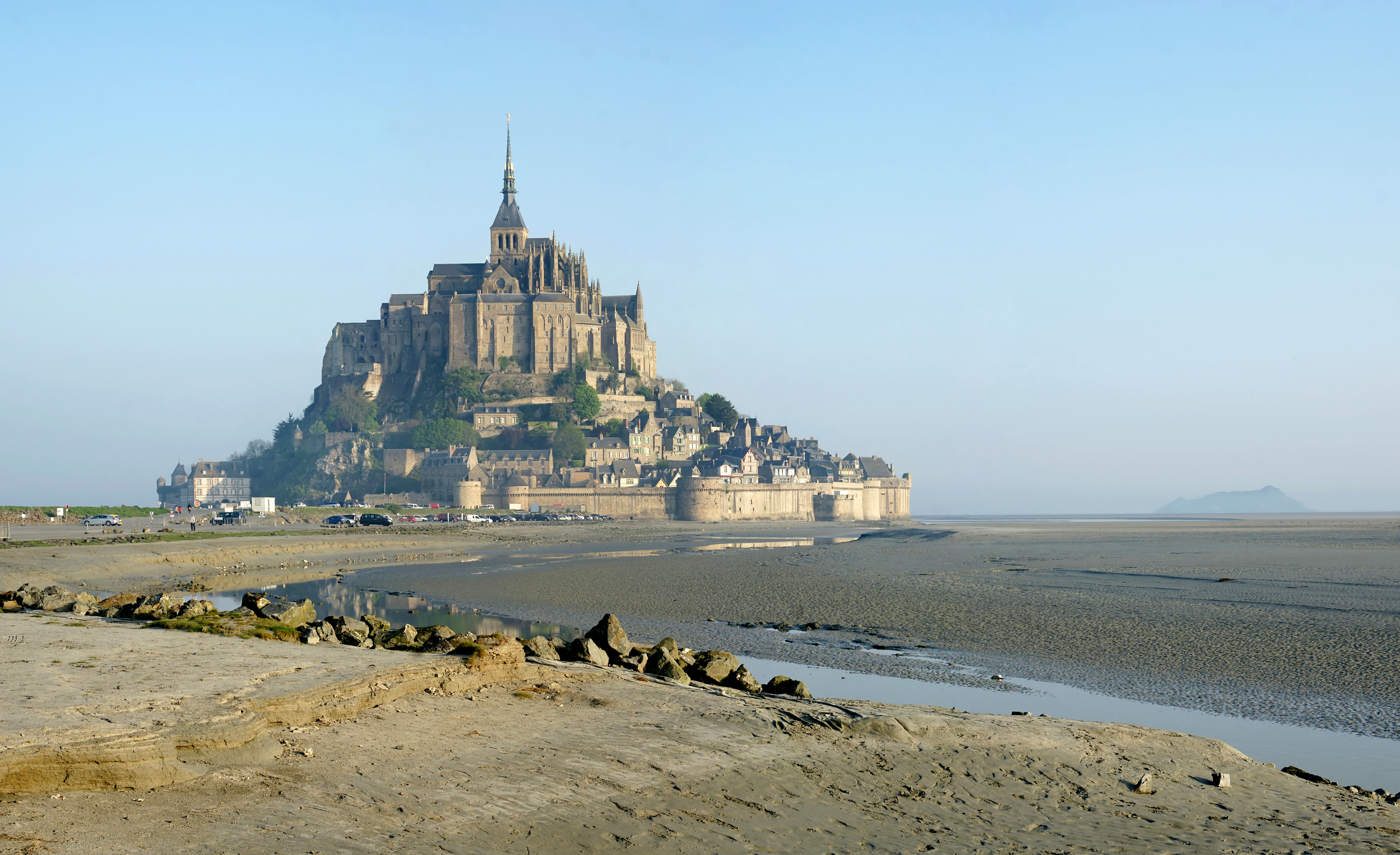
Тур де Франс 2016 стартует в Мон-Сен-Мишель

Сразу после официального старта этапа в отрыв уехали Ян Барта, Пауль Фосс (оба Bora-Argon 18) и Ли Ховард (IAM Cycling). Вскоре из этого отрыва уехал Пауль Фосс, который взял 2 очка на двух подъёмах четвёртой категории и стал лидером горной классификации.
Альберто Контадор, один из претендентов на победу в генеральной классификации, упал на одном из поворотов, повредив правое плечо. На ходу ему была оказана медицинская помощь и он продолжил выступление. При этом, в пелотоне Фабиан Канчеллара дал команду притормозить, чтобы Альберто смог догнать пелотон.
На последнем километре этапа произошёл завал, который спровоцировал Михаэль Мёркёв зацепив заграждение. Но спринтеры избежали падения и Марк Кавендиш одержал победу, впервые в карьере примерив жёлтую майку лидера генеральной классификации.
| Результаты этапа | Результаты этапа      | Результаты этапа | Результаты этапа |
| ---------------- | --------------------- | ---------------- | ---------------- |
|                  | Гонщик                | Команда          | Время            |
| 1                | Марк Кавендиш (GBR)   | Dimension Data   | 4h 14' 05"       |
| 2                | Марсель Киттель (GER) | Etixx-Quick Step | 0"               |
| 3                | Петер Саган (SVK)     | Tinkoff          | 0"               |

| Генеральная классификация | Генеральная классификация | Генеральная классификация | Генеральная классификация |
| ------------------------- | ------------------------- | ------------------------- | ------------------------- |
|                           | Гонщик                    | Команда                   | Время                     |
| 1                         | Марк Кавендиш (GBR)       | Dimension Data            | 4h 13' 55"                |
| 2                         | Марсель Киттель (GER)     | Etixx-Quick Step          | + 4"                      |
| 3                         | Петер Саган (SVK)         | Tinkoff                   | + 6"                      |

### Этап 2
- 3 июля Сен-Ло — Шербур-Октевиль — Холмистый — 183 км.

Сразу после старта этапа сформировался отрыв, в который вошли Вегард Брин из Fortuneo-Vital Concept, Чезаре Бенедетти и Пауль Фосс (оба — Bora-Argon 18), а также Яспер Стёйвен из Trek-Segafredo. Стёйвен собрал 4 очка на горных финишах и стал лидером горной классификации. На подъезде к финишной горе пелотон настиг беглецов.
Упавший на предыдущем этапе Альберто Контадор вышел на старт этапа. С утра он ощущал боли во всём теле,
но выразил надежду на то, что ему на равнинных этапах удастся восстановиться и к более сложным этапам он
будет готов. За 120 км до финиша в пелотоне произошло падение, в котором оказался и Контадор. Основная
группа избежала падений, а Контадор потерял две минуты на замене велосипеда. Как и на предыдущем этапе,
пелотон снизил скорость и Альберто вернулся в него.
За 4,5 км до финиша этапа прокол заднего колеса получил Ричи Порт. В итоге на финише Порт проиграл 1 минуту и 45 секунд.
После победы на спринтерском финише в гору, впервые в карьере, жёлтую майку лидера генеральной классификации надел Петер Саган.
Крис Фрум, Наиро Кинтана, Фабио Ару финишировали со временем победителя, а Контадору травма помешала поддержать темп лидеров и в итоге он отстал от Сагана на 48 секунд.
| Результаты этапа | Результаты этапа          | Результаты этапа | Результаты этапа |
| ---------------- | ------------------------- | ---------------- | ---------------- |
|                  | Гонщик                    | Команда          | Время            |
| 1                | Петер Саган (SVK)         | Tinkoff          | 4h 20' 51"       |
| 2                | Жюлиан Алафилипп (FRA)    | Etixx-Quick Step | 0"               |
| 3                | Алехандро Вальверде (ESP) | Movistar Team    | 0"               |

| Генеральная классификация | Генеральная классификация | Генеральная классификация | Генеральная классификация |
| ------------------------- | ------------------------- | ------------------------- | ------------------------- |
|                           | Гонщик                    | Команда                   | Время                     |
| 1                         | Петер Саган (SVK)         | Tinkoff                   | 8h 34' 42"                |
| 2                         | Жюлиан Алафилипп (FRA)    | Etixx-Quick Step          | + 8"                      |
| 3                         | Алехандро Вальверде (ESP) | Movistar Team             | + 10"                     |

### Этап 3
- 4 июля Гранвиль — Анже — Равнинный — 223,5 км.

| Результаты этапа | Результаты этапа     | Результаты этапа | Результаты этапа |
| ---------------- | -------------------- | ---------------- | ---------------- |
|                  | Гонщик               | Команда          | Время            |
| 1                | Марк Кавендиш (GBR)  | Dimension Data   | 5h 59' 54"       |
| 2                | Андре Грайпель (GER) | Lotto Soudal     | 0"               |
| 3                | Бриан Кокар (FRA)    | Direct Énergie   | 0"               |

| Генеральная классификация | Генеральная классификация | Генеральная классификация | Генеральная классификация |
| ------------------------- | ------------------------- | ------------------------- | ------------------------- |
|                           | Гонщик                    | Команда                   | Время                     |
| 1                         | Петер Саган (SVK)         | Tinkoff                   | 14h 34' 36"               |
| 2                         | Жюлиан Алафилипп (FRA)    | Etixx-Quick Step          | + 8"                      |
| 3                         | Алехандро Вальверде (ESP) | Movistar Team             | + 10"                     |

### Этап 4
- 5 июля Сомюр — Лимож — Равнинный — 237,5 км.

| Результаты этапа | Результаты этапа      | Результаты этапа | Результаты этапа |
| ---------------- | --------------------- | ---------------- | ---------------- |
|                  | Гонщик                | Команда          | Время            |
| 1                | Марсель Киттель (GER) | Etixx-Quick Step | 5h 28' 30"       |
| 2                | Бриан Кокар (FRA)     | Direct Énergie   | 0"               |
| 3                | Петер Саган (SVK)     | Movistar Team    | 0"               |

| Генеральная классификация | Генеральная классификация | Генеральная классификация | Генеральная классификация |
| ------------------------- | ------------------------- | ------------------------- | ------------------------- |
|                           | Гонщик                    | Команда                   | Время                     |
| 1                         | Петер Саган (SVK)         | Tinkoff                   | 20h 03' 02"               |
| 2                         | Жюлиан Алафилипп (FRA)    | Etixx-Quick Step          | + 12"                     |
| 3                         | Алехандро Вальверде (ESP) | Movistar Team             | + 14"                     |

### Этап 5
- 6 июля Лимож — Le Lioran — Среднегорный — 216 км.

Со старта этапа в отрыв отобрались 8 гонщиков, из числа которых затем вперёд уехали Грег ван Авермат, Томас Де Гендт
и Андрей Гривко. Максимальный отрыв лидеров этапа достигал пятнадцати минут. На подъёме 2-й категории Puy Mary
из группы лидеров выпал Андрей Гривко. На следующем подъёме 2-й категории Col du Perthus, Грег ван Авермат уехал от
Томаса Де Гендта и завершил свою атаку победой на этапе. Также он, впервые в карьере, примерил жёлтую майку лидера генеральной
классификации. Томас Де Гендт, взявший три из пяти горных премий на этапе, стал лидером горной классификации.
Группа генеральщиков ехала вместе до последнего километра, на котором Алехандро Вальверде и Наиро Кинтана попытались сделать
небольшой задел. Но всё что им удалось, это отсеять Альберто Контадора, которому физическое состояние не позволило поддержать их темп. На финише Контадор потерял ещё 33 секунды относительно остальных генеральщиков.
| Результаты этапа | Результаты этапа       | Результаты этапа | Результаты этапа |
| ---------------- | ---------------------- | ---------------- | ---------------- |
|                  | Гонщик                 | Команда          | Время            |
| 1                | Грег Ван Авермат (BEL) | BMC Racing Team  | 5h 31' 36"       |
| 2                | Томас Де Гендт (BEL)   | Lotto Soudal     | + 2' 34"         |
| 3                | Рафал Майка (POL)      | Tinkoff          | + 5' 04"         |

| Генеральная классификация | Генеральная классификация | Генеральная классификация | Генеральная классификация |
| ------------------------- | ------------------------- | ------------------------- | ------------------------- |
|                           | Гонщик                    | Команда                   | Время                     |
| 1                         | Грег Ван Авермат (BEL)    | BMC Racing Team           | 25h 34' 46"               |
| 2                         | Жюлиан Алафилипп (FRA)    | Etixx-Quick Step          | + 5' 11"                  |
| 3                         | Алехандро Вальверде (ESP) | Movistar Team             | + 5' 13"                  |

### Этап 6
- 7 июля Арпажон-сюр-Сер — Монтобан — Равнинный — 190,5 км.

| Результаты этапа | Результаты этапа      | Результаты этапа       | Результаты этапа |
| ---------------- | --------------------- | ---------------------- | ---------------- |
|                  | Гонщик                | Команда                | Время            |
| 1                | Марк Кавендиш (GBR)   | Dimension Data         | 4h 43' 48"       |
| 2                | Марсель Киттель (GER) | Etixx-Quick Step       | 0"               |
| 3                | Даниэль Маклэй (GBR)  | Fortuneo–Vital Concept | 0"               |

| Генеральная классификация | Генеральная классификация | Генеральная классификация | Генеральная классификация |
| ------------------------- | ------------------------- | ------------------------- | ------------------------- |
|                           | Гонщик                    | Команда                   | Время                     |
| 1                         | Грег Ван Авермат (BEL)    | BMC Racing Team           | 30h 18' 39"               |
| 2                         | Жюлиан Алафилипп (FRA)    | Etixx-Quick Step          | + 5' 11"                  |
| 3                         | Алехандро Вальверде (ESP) | Movistar Team             | + 5' 13"                  |

### Этап 7
- 8 июля Л’Иль-Журден (Жер) — Lac de Payolle — Среднегорный — 162,5 км.

| Результаты этапа | Результаты этапа      | Результаты этапа           | Результаты этапа |
| ---------------- | --------------------- | -------------------------- | ---------------- |
|                  | Гонщик                | Команда                    | Время            |
| 1                | Стив Каммингс (GBR)   | Dimension Data             | 3h 48' 09"       |
| 2                | Дэрил Импи (GBR)      | Orica-BikeExchange         | +1' 04"          |
| 3                | Даниэль Наварро (ESP) | Cofidis, Solutions Crédits | +1' 04"          |

| Генеральная классификация | Генеральная классификация | Генеральная классификация | Генеральная классификация |
| ------------------------- | ------------------------- | ------------------------- | ------------------------- |
|                           | Гонщик                    | Команда                   | Время                     |
| 1                         | Грег Ван Авермат (BEL)    | BMC Racing Team           | 34h 09' 44"               |
| 2                         | Адам Йейтс (GBR)          | Orica-BikeExchange        | + 5' 50"                  |
| 3                         | Жюлиан Алафилипп (FRA)    | Etixx-Quick Step          | + 5' 51"                  |

### Этап 8
- 9 июля По — Баньер-де-Люшон — Высокогорный — 184 км.

После старта этапа сформировался отрыв, в который вошли Тибо Пино, Рафал Майка и Тони Мартин. Подъём высшей категории Col du Tourmalet первым преодолел Пино. Также он был первым на вершине 2-й категории Hourquette D’Ancizan. Но этих очков ему не хватило для того, чтобы стать лидером горной классификации. Рафал Майка, также пополнявший свой очковый багаж, опередил Пино по итогам восьми этапов на одно очко и надел гороховую майку. На следующем подъёме Col de Val Louron-Azet пелотон догнал беглецов и оставшаяся часть этапа прошла под его диктовку.
Генеральщики преодолевали все подъёмы вместе и развязка этапа произошла на последнем подъёме 1-й категории Col de Peyresourde. Первым вершину преодолел Крис Фрум, который совершил рывок и начал головокружительный
шестнадцатикилометровый спуск. Большую часть спуска он провёл низко сидя на раме при этом, подкручивая педали. Эти
действия принесли ему победу на этапе с отрывом в 13 секунд от группы преследователей из тринадцати человек, в которую
вошли Хоаким Родригес, Наиро Кинтана, Алехандро Вальверде, Фабио Ару, Тиджей ван Гардерен, Роман Кройцигер и др. Также Крис Фрум стал лидером генеральной классификации.
Альберто Контадор отстал ещё на подъёме на последнюю гору после нескольких атак гонщиков Team Sky, пытавшихся просеять пелотон. Повреждения, полученные
на первых этапах продолжали мешать ему и на финише этапа он проиграл Фруму 1 минуту и 41 секунду. В генеральной классификации
Контадор стал проигрывать лидеру Team Sky 3 минуты и 12 секунд.
| Результаты этапа | Результаты этапа      | Результаты этапа | Результаты этапа |
| ---------------- | --------------------- | ---------------- | ---------------- |
|                  | Гонщик                | Команда          | Время            |
| 1                | Крис Фрум (GBR)       | Team Sky         | 4h 57' 33"       |
| 2                | Дэниэл Мартин (IRL)   | Etixx-Quick Step | + 13"            |
| 3                | Хоаким Родригес (ESP) | Team Katusha     | + 13"            |

| Генеральная классификация | Генеральная классификация | Генеральная классификация | Генеральная классификация |
| ------------------------- | ------------------------- | ------------------------- | ------------------------- |
|                           | Гонщик                    | Команда                   | Время                     |
| 1                         | Крис Фрум (GBR)           | Team Sky                  | 39h 13' 04"               |
| 2                         | Адам Йейтс (GBR)          | Orica-BikeExchange        | + 16"                     |
| 3                         | Хоаким Родригес (ESP)     | Team Katusha              | + 16"                     |

### Этап 9
- 10 июля Вьелья — Vallnord — Высокогорный — 184,5 км.

За 100 километров до финиша этапа с гонки сходит Альберто Контадор. Он так и не смог до конца восстановиться к горным этапам после падений. Также к этому добавилось недомогание, которое Альберто почувствовал накануне вечером. Вскоре после старта этапа он предпринял попытку уехать от остальных генеральщиков. К нему присоединился Алехандро Вальверде и вместе они добрали отрыв, уехавший вперёд сразу после старта. Но затем Контадор стал терять скорость и пелотон его настиг. Он опустился в конец пелотона и стал вести переговоры с техничкой своей команды. Ещё через некоторое время Альберто и команда приняли решение о его сходе с многодневки.
| Результаты этапа | Результаты этапа  | Результаты этапа   | Результаты этапа |
| ---------------- | ----------------- | ------------------ | ---------------- |
|                  | Гонщик            | Команда            | Время            |
| 1                | Том Дюмулен (NED) | Team Giant-Alpecin | 5h 16' 24"       |
| 2                | Руй Кошта (POR)   | Lampre-Merida      | + 38"            |
| 3                | Рафал Майка (POL) | Tinkoff            | + 38"            |

| Генеральная классификация | Генеральная классификация | Генеральная классификация | Генеральная классификация |
| ------------------------- | ------------------------- | ------------------------- | ------------------------- |
|                           | Гонщик                    | Команда                   | Время                     |
| 1                         | Крис Фрум (GBR)           | Team Sky                  | 44h 36' 03"               |
| 2                         | Адам Йейтс (GBR)          | Orica-BikeExchange        | + 16"                     |
| 3                         | Дэниэл Мартин (IRL)       | Etixx-Quick Step          | + 19"                     |

### Этап 10
- 12 июля Эскальдес-Энгордань — Ревель — Среднегорный — 197 км.

| Результаты этапа | Результаты этапа            | Результаты этапа   | Результаты этапа |
| ---------------- | --------------------------- | ------------------ | ---------------- |
|                  | Гонщик                      | Команда            | Время            |
| 1                | Майкл Мэттьюс (AUS)         | Orica-BikeExchange | 4h 22' 38"       |
| 2                | Петер Саган (SVK)           | Tinkoff            | 0"               |
| 3                | Эдвальд Боассон Хаген (NOR) | Team Sky           | 0"               |

| Генеральная классификация | Генеральная классификация | Генеральная классификация | Генеральная классификация |
| ------------------------- | ------------------------- | ------------------------- | ------------------------- |
|                           | Гонщик                    | Команда                   | Время                     |
| 1                         | Крис Фрум (GBR)           | Team Sky                  | 49h 08' 20"               |
| 2                         | Адам Йейтс (GBR)          | Orica-BikeExchange        | + 16"                     |
| 3                         | Дэниэл Мартин (IRL)       | Etixx-Quick Step          | + 19"                     |

### Этап 11
- 13 июля Каркасон — Монпелье — Равнинный — 162,5 км.

Этап развивался по спринтерскому сценарию, но за 12 километров до финиша гонщики Tinkoff Петер Саган и Мацей Боднар предприняли попытку отрыва. К ним успели переложиться представители Sky Крис Фрум и Герант Томас. Работая сменами четвёрка наращивала преимущество и за 3 километра до финиша отрыв от пелотона составил 20 секунд. Но в пелотоне всё-таки смогли наладить чёткую работу и на финише отрыв составил 6 секунд. Петер Саган без особых усилий опередил на финише Фрума и увеличил отрыв в спринтерской классификации от Марка Кавендиша. У него за 8 километров до финиша произошла поломка переключателя скоростей и он не смог участвовать в распределении очков на финише этапа.
| Результаты этапа | Результаты этапа   | Результаты этапа | Результаты этапа |
| ---------------- | ------------------ | ---------------- | ---------------- |
|                  | Гонщик             | Команда          | Время            |
| 1                | Петер Саган (SVK)  | Tinkoff          | 3h 26' 23"       |
| 2                | Крис Фрум (GBR)    | Team Sky         | 0"               |
| 3                | Мацей Боднар (POL) | Tinkoff          | 0"               |

| Генеральная классификация | Генеральная классификация | Генеральная классификация | Генеральная классификация |
| ------------------------- | ------------------------- | ------------------------- | ------------------------- |
|                           | Гонщик                    | Команда                   | Время                     |
| 1                         | Крис Фрум (GBR)           | Team Sky                  | 52h 34' 37"               |
| 2                         | Адам Йейтс (GBR)          | Orica-BikeExchange        | + 28"                     |
| 3                         | Дэниэл Мартин (IRL)       | Etixx-Quick Step          | + 31"                     |

### Этап 12
- 14 июля Монпелье — Мон-Ванту — Высокогорный — 184 км.

Из-за сильного ветра на вершине Мон-Ванту этап был сокращён на 6 километров.
На подъёме высшей категории Мон-Ванту отрыв дня стал распадаться и впереди остались Томас Де Гендт из Lotto Soudal, Серж Пауэлс из Dimension Data Даниэль Наварро из Cofidis. На финише Де Гендт рывком опередил Паувелса и впервые в карьере одержал победу на этапе Тур де Франс. Также эта победа позволила ему возглавить горную классификацию.
Генеральщики ехали в общей группе, но на подъёме к Ванту стали происходить атаки, которые проcеивали эту группу. Атаковал Наиро Кинтана, но атака была подавлена командой Sky. За 3,5 километра до финиша атаковал Крис Фрум, которого поддержал Ричи Порт. Кинтана сел на колесо Порта, но смог продержаться около ста метров. Фрум сделал ещё одно ускорение и Кинтана не смог поддержать его темп. К Фруму и Порту вскоре сумел переложиться Бауке Моллема из Trek-Segafredo. Кинтана же поехал в группе с Хоакимом Родригесом, Фабио Ару, Алехандро Вальверде и др. На последнем километре этапа мотоцикл оператора уткнулся в болельщиков, заполнивших узкую дорогу. Порт, Моллема и Фрум по цепочке врезались друг в друга, т.к ехали близко от мотоцикла. Моллема продолжил гонку, Порт недолгое время потратил на слетевшую цепь, а велосипед Фрума получил повреждение и ехать на нём было нельзя. Рядом не оказалось ни нейтральной технички, ни технички Sky и Фрум побежал без велосипеда к финишу этапа. Через некоторое время его догнала нейтральная техничка и он получил велосипед. Ехать на нём было неудобно и Фрум продолжать терять время. Вскоре к нему всё-таки подъехала техничка Sky и он сел на свой запасной велосипед. На финише Моллема проиграл Де Гендту 5 минут 5 секунд, Йейтс 5 минут 24 секунды, Кинтана 5 минут 31 секунду, Порт 6 минут 1 секунду, Фрум 6 минут 45 секунд.
После финиша этапа генеральная классификация имела следующий вид: 1. Адам Йейтс. 2. Бауке Моллема — + 9 секунд. 3. Наиро Кинтана — + 14 секунд. Фрум переместился на шестое место с отставанием в 58 секунд. Но затем организаторы гонки дали Фруму и Порту то же время, что и у Моллемы (5 минут 5 секунд отставания от победителя этапа Де Гендта) и Фрум сохранил жёлтую майку.
| Результаты этапа | Результаты этапа      | Результаты этапа           | Результаты этапа |
| ---------------- | --------------------- | -------------------------- | ---------------- |
|                  | Гонщик                | Команда                    | Время            |
| 1                | Томас Де Гендт (BEL)  | Lotto Soudal               | 4h 31' 51"       |
| 2                | Серж Пауэлс (BEL)     | Dimension Data             | + 2"             |
| 3                | Даниэль Наварро (ESP) | Cofidis, Solutions Crédits | + 14"            |

| Генеральная классификация | Генеральная классификация | Генеральная классификация | Генеральная классификация |
| ------------------------- | ------------------------- | ------------------------- | ------------------------- |
|                           | Гонщик                    | Команда                   | Время                     |
| 1                         | Крис Фрум (GBR)           | Team Sky                  | 57h 11' 33"               |
| 2                         | Адам Йейтс (GBR)          | Orica-BikeExchange        | + 47"                     |
| 3                         | Наиро Кинтана (COL)       | Movistar Team             | + 54"                     |

### Этап 13
- 15 июля Бур-Сент-Андеоль — Caverne du Pont-d’Arc — Индивидуальная разделка — 37,5 км.

| Результаты этапа | Результаты этапа       | Результаты этапа   | Результаты этапа |
| ---------------- | ---------------------- | ------------------ | ---------------- |
|                  | Гонщик                 | Команда            | Время            |
| 1                | Том Дюмулен (NED)      | Team Giant-Alpecin | 50' 15"          |
| 2                | Крис Фрум (GBR)        | Team Sky           | + 1' 03"         |
| 3                | Нельсон Оливейра (POR) | Movistar Team      | + 1' 31"         |
| 4                | Жером Коппель (FRA)    | IAM Cycling        | + 1' 35"         |
| 5                | Роан Деннис (AUS)      | BMC Racing Team    | + 1' 41"         |
| 6                | Бауке Моллема (NED)    | Trek-Segafredo     | + 1' 54"         |
| 7                | Герайнт Томас (GBR)    | Team Sky           | + 2' 00"         |
| 8                | Ион Исагирре (ESP)     | Movistar Team      | + 2' 02"         |
| 9                | Тони Мартин (GER)      | Etixx-Quick Step   | + 2' 05"         |
| 10               | Стив Каммингс (GBR)    | Dimension Data     | + 2' 24"         |

| Генеральная классификация | Генеральная классификация | Генеральная классификация | Генеральная классификация |
| ------------------------- | ------------------------- | ------------------------- | ------------------------- |
|                           | Гонщик                    | Команда                   | Время                     |
| 1                         | Крис Фрум (GBR)           | Team Sky                  | 58h 02' 51"               |
| 2                         | Бауке Моллема (NED)       | Trek-Segafredo            | + 1' 47"                  |
| 3                         | Адам Йейтс (GBR)          | Orica-BikeExchange        | + 2' 45"                  |
| 4                         | Наиро Кинтана (COL)       | Movistar Team             | + 2' 59"                  |
| 5                         | Алехандро Вальверде (ESP) | Movistar Team             | + 3' 17"                  |
| 6                         | Тиджей ван Гардерен (USA) | BMC Racing Team           | + 3' 19"                  |
| 7                         | Ромен Барде (FRA)         | AG2R La Mondiale          | + 4' 04"                  |
| 8                         | Ричи Порт (AUS)           | BMC Racing Team           | + 4' 27"                  |
| 9                         | Дэниэл Мартин (IRL)       | Etixx-Quick Step          | + 5' 03"                  |
| 10                        | Фабио Ару (ITA)           | Astana Pro Team           | + 5' 16"                  |

### Этап 14
- 16 июля Монтелимар — Виллар-ле-Домб, Parc des oiseaux — Равнинный — 208,5 км.

| Результаты этапа | Результаты этапа         | Результаты этапа | Результаты этапа |
| ---------------- | ------------------------ | ---------------- | ---------------- |
|                  | Гонщик                   | Команда          | Время            |
| 1                | Марк Кавендиш (GBR)      | Dimension Data   | 5h 43' 49"       |
| 2                | Александр Кристофф (NOR) | Team Katusha     | 0"               |
| 3                | Петер Саган (SVK)        | Tinkoff          | 0"               |

| Генеральная классификация | Генеральная классификация | Генеральная классификация | Генеральная классификация |
| ------------------------- | ------------------------- | ------------------------- | ------------------------- |
|                           | Гонщик                    | Команда                   | Время                     |
| 1                         | Крис Фрум (GBR)           | Team Sky                  | 63h 46' 40"               |
| 2                         | Бауке Моллема (NED)       | Trek-Segafredo            | + 1' 47"                  |
| 3                         | Адам Йейтс (GBR)          | Orica-BikeExchange        | + 2' 45"                  |

Марк Кавендиш одержал свою 30-ю победу на этапах Тур де Франс.

### Этап 15
- 17 июля Бурк-ан-Брес — Кюло — Среднегорный — 160 км.

| Результаты этапа | Результаты этапа        | Результаты этапа | Результаты этапа |
| ---------------- | ----------------------- | ---------------- | ---------------- |
|                  | Гонщик                  | Команда          | Время            |
| 1                | Харлинсон Пантано (COL) | IAM Cycling      | 4h 24' 49"       |
| 2                | Рафал Майка (POL)       | Tinkoff          | 0"               |
| 3                | Алексис Вийермо (FRA)   | AG2R La Mondiale | + 6"             |

| Генеральная классификация | Генеральная классификация | Генеральная классификация | Генеральная классификация |
| ------------------------- | ------------------------- | ------------------------- | ------------------------- |
|                           | Гонщик                    | Команда                   | Время                     |
| 1                         | Крис Фрум (GBR)           | Team Sky                  | 68h 14' 36"               |
| 2                         | Бауке Моллема (NED)       | Trek-Segafredo            | + 1' 47"                  |
| 3                         | Адам Йейтс (GBR)          | Orica-BikeExchange        | + 2' 45"                  |

### Этап 16
- 18 июля Moirans-en-Montagne — Берн — Среднегорный — 209 км.

| Результаты этапа | Результаты этапа          | Результаты этапа | Результаты этапа |
| ---------------- | ------------------------- | ---------------- | ---------------- |
|                  | Гонщик                    | Команда          | Время            |
| 1                | Петер Саган (SVK)         | Tinkoff          | 4h 26' 02"       |
| 2                | Александр Кристофф (NOR)  | Team Katusha     | 0"               |
| 3                | Сондре Хольст Энгер (NOR) | IAM Cycling      | 0"               |

| Генеральная классификация | Генеральная классификация | Генеральная классификация | Генеральная классификация |  |
| ------------------------- | ------------------------- | ------------------------- | ------------------------- |  |
|                           | Гонщик                    | Команда                   | Время                     |  |
| 1                         | Крис Фрум (GBR)           | Team Sky                  | 72h 40' 38"               |  |
| 2                         | Бауке Моллема (NED)       | Trek-Segafredo            | + 1' 47"                  |  |
| 3                         | Адам Йейтс (GBR)          | Orica-BikeExchange        | + 2' 45"                  |  |

### Этап 17
- 20 июля Берн — Finhaut Lac d’Emosson — Высокогорный — 184,5 км.

Первую победу на этапах Тур де Франс одержал гонщик Катюши Ильнур Закарин. Ильнур уехал в отрыв дня и на подъёме высшей категории
Finhaut-Emosson ему удалось уехать от своих попутчиков в лице Харлинсона Пантано и Рафала Майки. С каждым
километром его преимущество увеличивалось и на финише составило 55 секунд над Пантано.
Генеральщики, группу которых контролировала команда Sky, ехали вместе. За 1,5 километра до финиша этапа Ричи Порт сделал рывок и ему удалось оторваться от остальных. За ним попробовал усидеть Наиро Кинтана, но темпа Ричи он не выдержал и его обошёл Крис Фрум, который вскоре присоединился к Порту. Кинтану следом обошли Адам Йейтс, Ромен Барде, Фабио Ару, Луис Мейнтджес и на финише он проиграл Фруму 28 секунд. Фрум доехал до финиша на колесе у Порта и увеличил своё преимущество в генеральной классификации. Адам Йейтс проиграл ему 8 секунд, Бауке Моллема 40 секунд.
| Результаты этапа | Результаты этапа        | Результаты этапа | Результаты этапа |
| ---------------- | ----------------------- | ---------------- | ---------------- |
|                  | Гонщик                  | Команда          | Время            |
| 1                | Ильнур Закарин (RUS)    | Team Katusha     | 4h 36' 33"       |
| 2                | Харлинсон Пантано (COL) | IAM Cycling      | + 55"            |
| 3                | Рафал Майка (POL)       | Tinkoff          | + 1' 26"         |

| Генеральная классификация | Генеральная классификация | Генеральная классификация | Генеральная классификация |
| ------------------------- | ------------------------- | ------------------------- | ------------------------- |
|                           | Гонщик                    | Команда                   | Время                     |
| 1                         | Крис Фрум (GBR)           | Team Sky                  | 77h 25' 10"               |
| 2                         | Бауке Моллема (NED)       | Trek-Segafredo            | + 2' 27"                  |
| 3                         | Адам Йейтс (GBR)          | Orica-BikeExchange        | + 2' 53"                  |

### Этап 18
- 21 июля Sallanches — Межев — Индивидуальная разделка — 17 км.

| Результаты этапа | Результаты этапа      | Результаты этапа   | Результаты этапа |
| ---------------- | --------------------- | ------------------ | ---------------- |
|                  | Гонщик                | Команда            | Время            |
| 1                | Крис Фрум (GBR)       | Team Sky           | + 30' 43"        |
| 2                | Том Дюмулен (NED)     | Team Giant-Alpecin | + 21"            |
| 3                | Фабио Ару (ITA)       | Astana Pro Team    | + 33"            |
| 4                | Ричи Порт (AUS)       | BMC Racing Team    | + 33"            |
| 5                | Ромен Барде (FRA)     | AG2R La Mondiale   | + 42"            |
| 6                | Томас Де Гендт (BEL)  | Lotto Soudal       | + 1' 02"         |
| 7                | Ион Исагирре (ESP)    | Movistar Team      | + 1' 03"         |
| 8                | Хоаким Родригес (ESP) | Team Katusha       | + 1' 05"         |
| 9                | Луис Мейнтджес (RSA)  | Lampre-Merida      | + 1' 08"         |
| 10               | Наиро Кинтана (COL)   | Movistar Team      | + 1' 10"         |

| Генеральная классификация | Генеральная классификация | Генеральная классификация | Генеральная классификация |
| ------------------------- | ------------------------- | ------------------------- | ------------------------- |
|                           | Гонщик                    | Команда                   | Время                     |
| 1                         | Крис Фрум (GBR)           | Team Sky                  | 77h 55' 53"               |
| 2                         | Бауке Моллема (NED)       | Trek-Segafredo            | + 3' 52"                  |
| 3                         | Адам Йейтс (GBR)          | Orica-BikeExchange        | + 4' 16"                  |
| 4                         | Наиро Кинтана (COL)       | Movistar Team             | + 4' 37"                  |
| 5                         | Ромен Барде (FRA)         | AG2R La Mondiale          | + 4' 57"                  |
| 6                         | Ричи Порт (AUS)           | BMC Racing Team           | + 5' 00"                  |
| 7                         | Фабио Ару (ITA)           | Astana Pro Team           | + 6' 08"                  |
| 8                         | Алехандро Вальверде (ESP) | Movistar Team             | + 6' 37"                  |
| 9                         | Луис Мейнтджес (RSA)      | Lampre-Merida             | + 7' 15"                  |
| 10                        | Дэниэл Мартин (IRL)       | Etixx-Quick Step          | + 7' 18"                  |

### Этап 19
- 22 июля Альбервиль — Сен-Жерве-ле-Бен — Высокогорный — 146 км.

Этап проходил в сложных погодных условиях. Пошёл дождь, который сильно осложнил движение на спусках. Произошло множество падений, в том числе и среди лидеров генеральной классификации. Группа генеральщиков шла вместе, но на последнем спуске перед финишным подъёмом на гору первой категории Saint-Gervais Mont Blanc Le Bettex из-за мокрой дороги произошло несколько падений. Бауке Моллема попробовал уйти в отрыв, но упал на повороте, в небольшой завал угодил Ричи Порт, а когда до конца спуска оставалось менее километра на разметке поехало колесо у Криса Фрума. На своём велосипеде продолжать движение он не мог и Герант Томас отдал ему свой. До конца этапа Фрум ехал на велосипеде Томаса. Серьёзных повреждений Крису удалось избежать. Он упал на правую стороны спины и немного ободрал её. Замена велосипеда произошла очень быстро и Фрум тут же оказался в группе генеральщиков.
Незадолго до этого происшествия вперёд уехал Роман Барде, который создал полуминутное преимущество и одержал первую французскую победу на Туре-2016.
Группа генеральщиков начала подъём вместе. Отстал только Бауке Моллема, которому повреждения после падения не позволили поддержать их скорость. Подъём он совершал один и проиграл на финише более четырёх минут. Из-за этого он в генеральной классификации переместился со второго на десятое.
Несколько попыток оторваться предприняли Фабио Ару, Ричи Порт, Хоаким Родригес, но все атаки были пресечены командой Sky. Только кто-то делал попытку уехать, представитель Sky тут же объезжал его и тормозил группу. Один раз вперёд вышел сам Фрум и показал всем, что в полном порядке и бессмысленно делать попытки уехать от него. Это искусственное торможение гонщиков Sky позволило Ромену Барде увеличить своё преимущество, которое начало было падать и составляло 20 секунд. После падения скорости в группе генеральщиков его отрыв составил 40 секунд и он смог довести свою атаку до победы.
| Результаты этапа | Результаты этапа          | Результаты этапа | Результаты этапа |
| ---------------- | ------------------------- | ---------------- | ---------------- |
|                  | Гонщик                    | Команда          | Время            |
| 1                | Ромен Барде (FRA)         | AG2R La Mondiale | 4h 14' 08"       |
| 2                | Хоаким Родригес (ESP)     | Team Katusha     | + 23"            |
| 3                | Алехандро Вальверде (ESP) | Movistar Team    | + 23"            |
| 4                | Луис Мейнтджес (RSA)      | Lampre-Merida    | + 23"            |
| 5                | Наиро Кинтана (COL)       | Movistar Team    | + 26"            |
| 6                | Фабио Ару (ITA)           | Astana Pro Team  | + 28"            |
| 7                | Дэниэл Мартин (IRL)       | Etixx-Quick Step | + 28"            |
| 8                | Ваут Пулс (NED)           | Team Sky         | + 36"            |
| 9                | Крис Фрум (GBR)           | Team Sky         | + 36"            |
| 10               | Ричи Порт (AUS)           | BMC Racing Team  | + 53"            |

| Генеральная классификация | Генеральная классификация | Генеральная классификация | Генеральная классификация |
| ------------------------- | ------------------------- | ------------------------- | ------------------------- |
|                           | Гонщик                    | Команда                   | Время                     |
| 1                         | Крис Фрум (GBR)           | Team Sky                  | 82h 10' 37"               |
| 2                         | Ромен Барде (FRA)         | AG2R La Mondiale          | + 4' 11"                  |
| 3                         | Наиро Кинтана (COL)       | Movistar Team             | + 4' 27"                  |
| 4                         | Адам Йейтс (GBR)          | Orica-BikeExchange        | + 4' 46"                  |
| 5                         | Ричи Порт (AUS)           | BMC Racing Team           | + 5' 17"                  |
| 6                         | Фабио Ару (ITA)           | Astana Pro Team           | + 6' 00"                  |
| 7                         | Алехандро Вальверде (ESP) | Movistar Team             | + 6' 20"                  |
| 8                         | Луис Мейнтджес (RSA)      | Lampre-Merida             | + 7' 02"                  |
| 9                         | Дэниэл Мартин (IRL)       | Etixx-Quick Step          | + 7' 10"                  |
| 10                        | Бауке Моллема (NED)       | Trek-Segafredo            | + 7' 42"                  |

### Этап 20
- 23 июля Межев — Morzine — Высокогорный — 146,5 км.

На протяжении всего этапа шёл дождь, который определил тактику группы генеральщиков.
Никто не стал рисковать, памятуя о падениях на предыдущем этапе. Команда Sky контролировала
общую группу и почти все генеральщики доехали до финиша этапа, сохранив статус-кво в генеральной классификации. Из десятки выпали Фабио Ару, у которого случился «плохой день» и Бауке Моллема, которому повреждения, полученные на предыдущем этапе, не позволили поддержать скорость лидеров. В десятке их заменили Роман Кройцигер и Хоаким Родригес.
Победу на этапе одержал Ион Исагирре, который на спуске с горы высшей категории Col de Joux Plane смог опередить Харлинсона Пантано и Винченцо Нибали.
| Результаты этапа | Результаты этапа        | Результаты этапа | Результаты этапа |
| ---------------- | ----------------------- | ---------------- | ---------------- |
|                  | Гонщик                  | Команда          | Время            |
| 1                | Ион Исагирре (ESP)      | Movistar Team    | 4h 06' 45"       |
| 2                | Харлинсон Пантано (COL) | IAM Cycling      | + 19"            |
| 3                | Винченцо Нибали (ITA)   | Astana Pro Team  | + 42"            |

| Генеральная классификация | Генеральная классификация | Генеральная классификация | Генеральная классификация |
| ------------------------- | ------------------------- | ------------------------- | ------------------------- |
|                           | Гонщик                    | Команда                   | Время                     |
| 1                         | Крис Фрум (GBR)           | Team Sky                  | 86h 21' 40"               |
| 2                         | Ромен Барде (FRA)         | AG2R La Mondiale          | + 4' 05"                  |
| 3                         | Наиро Кинтана (COL)       | Movistar Team             | + 4' 21"                  |

### Этап 21
- 24 июля Шантийи — Париж — Равнинный — 113 км.

| Результаты этапа | Результаты этапа         | Результаты этапа | Результаты этапа |
| ---------------- | ------------------------ | ---------------- | ---------------- |
|                  | Гонщик                   | Команда          | Время            |
| 1                | Андре Грайпель (GER)     | Lotto Soudal     | 2h 43' 08"       |
| 2                | Петер Саган (SVK)        | Tinkoff          | 0"               |
| 3                | Александр Кристофф (NOR) | Team Katusha     | 0"               |

| Генеральная классификация | Генеральная классификация | Генеральная классификация | Генеральная классификация |
| ------------------------- | ------------------------- | ------------------------- | ------------------------- |
|                           | Гонщик                    | Команда                   | Время                     |
| 1                         | Крис Фрум (GBR)           | Team Sky                  | 89h 04' 48"               |
| 2                         | Ромен Барде (FRA)         | AG2R La Mondiale          | + 4' 05"                  |
| 3                         | Наиро Кинтана (COL)       | Movistar Team             | + 4' 21"                  |

## Лидеры классификаций
| Этап | Победитель        | Генеральная классификация | Очковая классификация | Горная классификация | Молодёжная классификация | Командная классификация | Самый агрессивный гонщик       |
| ---- | ----------------- | ------------------------- | --------------------- | -------------------- | ------------------------ | ----------------------- | ------------------------------ |
| 1    | Марк Кавендиш     | Марк Кавендиш             | Марк Кавендиш         | Пауль Фосс           | Эдвард Тёнс              | Lotto Soudal            | Антони Делаплас                |
| 2    | Петер Саган       | Петер Саган               | Петер Саган           | Яспер Стёйвен        | Жюлиан Алафилипп         | Orica-BikeExchange      | Яспер Стёйвен                  |
| 3    | Марк Кавендиш     | Петер Саган               | Марк Кавендиш         | Яспер Стёйвен        | Жюлиан Алафилипп         | Orica-BikeExchange      | Томас Фёклер                   |
| 4    | Марсель Киттель   | Петер Саган               | Петер Саган           | Яспер Стёйвен        | Жюлиан Алафилипп         | Orica-BikeExchange      | Оливер Насен                   |
| 5    | Грег Ван Авермат  | Грег Ван Авермат          | Петер Саган           | Томас Де Гендт       | Жюлиан Алафилипп         | BMC Racing Team         | Томас Де Гендт                 |
| 6    | Марк Кавендиш     | Грег Ван Авермат          | Марк Кавендиш         | Томас Де Гендт       | Жюлиан Алафилипп         | BMC Racing Team         | Юкия Арасиро                   |
| 7    | Стив Каммингс     | Грег Ван Авермат          | Марк Кавендиш         | Томас Де Гендт       | Адам Йейтс               | BMC Racing Team         | Винченцо Нибали                |
| 8    | Крис Фрум         | Крис Фрум                 | Марк Кавендиш         | Рафал Майка          | Адам Йейтс               | BMC Racing Team         | Тибо Пино                      |
| 9    | Том Дюмулен       | Крис Фрум                 | Марк Кавендиш         | Тибо Пино            | Адам Йейтс               | Movistar Team           | Том Дюмулен                    |
| 10   | Майкл Мэттьюс     | Крис Фрум                 | Петер Саган           | Тибо Пино            | Адам Йейтс               | BMC Racing Team         | Петер Саган                    |
| 11   | Петер Саган       | Крис Фрум                 | Петер Саган           | Тибо Пино            | Адам Йейтс               | BMC Racing Team         | Артур Вишо                     |
| 12   | Томас Де Гендт    | Крис Фрум                 | Петер Саган           | Томас Де Гендт       | Адам Йейтс               | BMC Racing Team         | Томас Де Гендт                 |
| 13   | Том Дюмулен       | Крис Фрум                 | Петер Саган           | Томас Де Гендт       | Адам Йейтс               | BMC Racing Team         | не разыгрывалась               |
| 14   | Марк Кавендиш     | Крис Фрум                 | Петер Саган           | Томас Де Гендт       | Адам Йейтс               | BMC Racing Team         | Жереми Руа                     |
| 15   | Харлинсон Пантано | Крис Фрум                 | Петер Саган           | Рафал Майка          | Адам Йейтс               | Movistar Team           | Рафал Майка                    |
| 16   | Петер Саган       | Крис Фрум                 | Петер Саган           | Рафал Майка          | Адам Йейтс               | Movistar Team           | Жюлиан Алафилипп и Тони Мартин |
| 17   | Ильнур Закарин    | Крис Фрум                 | Петер Саган           | Рафал Майка          | Адам Йейтс               | Movistar Team           | Харлинсон Пантано              |
| 18   | Крис Фрум         | Крис Фрум                 | Петер Саган           | Рафал Майка          | Адам Йейтс               | Movistar Team           | не разыгрывалась               |
| 19   | Ромен Барде       | Крис Фрум                 | Петер Саган           | Рафал Майка          | Адам Йейтс               | Movistar Team           | Руй Кошта                      |
| 20   | Ион Исагирре      | Крис Фрум                 | Петер Саган           | Рафал Майка          | Адам Йейтс               | Movistar Team           | Харлинсон Пантано              |
| 21   | Андре Грайпель    | Крис Фрум                 | Петер Саган           | Рафал Майка          | Адам Йейтс               | Movistar Team           | не разыгрывалась               |
| Итог | Итог              | Крис Фрум                 | Петер Саган           | Рафал Майка          | Адам Йейтс               | Movistar Team           | Петер Саган                    |

## Итоговое положение
| Генеральная классификация | Генеральная классификация | Генеральная классификация | Генеральная классификация |
| ------------------------- | ------------------------- | ------------------------- | ------------------------- |
|                           | Гонщик                    | Команда                   | Время                     |
| 1                         | Крис Фрум (GBR)           | Team Sky                  | 89h 04' 48"               |
| 2                         | Ромен Барде (FRA)         | AG2R La Mondiale          | + 4' 05"                  |
| 3                         | Наиро Кинтана (COL)       | Movistar Team             | + 4' 21"                  |
| 4                         | Адам Йейтс (GBR)          | Orica-BikeExchange        | + 4' 42"                  |
| 5                         | Ричи Порт (AUS)           | BMC Racing Team           | + 5' 17"                  |
| 6                         | Алехандро Вальверде (ESP) | Movistar Team             | + 6' 16"                  |
| 7                         | Хоаким Родригес (ESP)     | Team Katusha              | + 6' 58"                  |
| 8                         | Луис Мейнтджес (RSA)      | Lampre-Merida             | + 6' 58"                  |
| 9                         | Дэниэл Мартин (IRL)       | Etixx-Quick Step          | + 7' 04"                  |
| 10                        | Роман Кройцигер (CZE)     | Tinkoff                   | + 7' 11"                  |

| Очковая классификация | Очковая классификация     | Очковая классификация | Очковая классификация |
| --------------------- | ------------------------- | --------------------- | --------------------- |
|                       | Гонщик                    | Команда               | Очки                  |
| 1                     | Петер Саган (SVK)         | Tinkoff               | 470                   |
| 2                     | Марсель Киттель (GER)     | Etixx-Quick Step      | 228                   |
| 3                     | Майкл Мэттьюс (AUS)       | Orica-BikeExchange    | 199                   |
| 4                     | Андре Грайпель (GER)      | Lotto Soudal          | 178                   |
| 5                     | Александер Кристофф (NOR) | Team Katusha          | 172                   |
| 6                     | Бриан Кокар (FRA)         | Direct Énergie        | 156                   |
| 7                     | Томас Де Гендт (BEL)      | Lotto Soudal          | 154                   |
| 8                     | Грег Ван Авермат (BEL)    | BMC Racing Team       | 136                   |
| 9                     | Крис Фрум (GBR)           | Team Sky              | 131                   |
| 10                    | Рафал Майка (POL)         | Tinkoff               | 120                   |

| Горная классификация | Горная классификация    | Горная классификация | Горная классификация |
| -------------------- | ----------------------- | -------------------- | -------------------- |
|                      | Гонщик                  | Команда              | Очки                 |
| 1                    | Рафал Майка (POL)       | Tinkoff              | 209                  |
| 2                    | Томас Де Гендт (BEL)    | Lotto Soudal         | 130                  |
| 3                    | Харлинсон Пантано (COL) | IAM Cycling          | 121                  |
| 4                    | Ильнур Закарин (RUS)    | Team Katusha         | 84                   |
| 5                    | Руй Кошта (POR)         | Lampre-Merida        | 76                   |
| 6                    | Серж Паувельс (BEL)     | Dimension Data       | 62                   |
| 7                    | Стеф Клемент (COL)      | IAM Cycling          | 53                   |
| 8                    | Винченцо Нибали (ITA)   | Astana Pro Team      | 36                   |
| 9                    | Кристиян Джюрасек (CRO) | Lampre-Merida        | 36                   |
| 10                   | Томас Фёклер (FRA)      | Direct Énergie       | 33                   |

| Молодёжная классификация | Молодёжная классификация | Молодёжная классификация | Молодёжная классификация |
| ------------------------ | ------------------------ | ------------------------ | ------------------------ |
|                          | Гонщик                   | Команда                  | Время                    |
| 1                        | Адам Йейтс (GBR)         | Orica-BikeExchange       | 89h 09' 30"              |
| 2                        | Луис Мейнтджес (RSA)     | Lampre-Merida            | + 2' 16"                 |
| 3                        | Эмануэль Бюхманн (GER)   | Bora-Argon 18            | + 42' 58"                |
| 4                        | Варран Баргий (FRA)      | Team Giant-Alpecin       | + 47' 32"                |
| 5                        | Вилко Келдерман (NED)    | Lotto NL-Jumbo           | + 1h 19' 56"             |
| 6                        | Жюлиан Алафилипп (FRA)   | Etixx-Quick Step         | + 1h 55' 27"             |
| 7                        | Ян Поланц (SLO)          | Lampre-Merida            | + 2h 13' 42"             |
| 8                        | Эдуардо Сепульведа (ARG) | Fortuneo–Vital Concept   | + 2h 23' 45"             |
| 9                        | Алексей Луценко (KAZ)    | Astana Pro Team          | + 2h 37' 10"             |
| 10                       | Патрик Конрад (AUT)      | Bora-Argon 18            | + 2h 41' 50"             |

| Командная классификация | Командная классификация | Командная классификация | Командная классификация |
| ----------------------- | ----------------------- | ----------------------- | ----------------------- |
|                         | Команда                 | Время                   |                         |
| 1                       | Movistar Team           | 267h 20' 45"            |                         |
| 2                       | Team Sky                | + 8' 14"                |                         |
| 3                       | BMC Racing Team         | + 48' 11"               |                         |
| 4                       | AG2R La Mondiale        | + 56' 50"               |                         |
| 5                       | Astana Pro Team         | + 1h 16' 58"            |                         |
| 6                       | Tinkoff                 | + 1h 52' 23"            |                         |
| 7                       | Trek-Segafredo          | + 2h 00' 16"            |                         |
| 8                       | IAM Cycling             | + 2h 10' 03"            |                         |
| 9                       | Team Katusha            | + 2h 29' 13"            |                         |
| 10                      | Lampre-Merida           | + 2h 35' 18"            |                         |